# رنه بولف
رنه بولف (انگلیسی: René Bolf؛ زادهٔ ۲۵ فوریهٔ ۱۹۷۴) یک بازیکن فوتبال اهل جمهوری چک است.

## باشگاهی
از باشگاه‌هایی که در آن بازی کرده‌است می‌توان به اسپارتا پراگ، اوسر، و بانیک استراوا اشاره کرد.
وی همچنین در تیم ملی فوتبال جمهوری چک بازی کرده است.